# Ross (fuzil)
O fuzil Ross é um fuzil de ação por ferrolho de tração direta com câmara para o .303 British que foi produzido no Canadá de 1903 a 1918.
O fuzil Ross Mk.II (ou "modelo 1905") foi muito bem-sucedido no tiro ao alvo antes da Primeira Guerra Mundial, mas as tolerâncias estreitas da câmara, a falta de extração primária e comprimento tornaram o fuzil Ross Mk.III (ou "1910") inadequado para as condições da guerra de trincheiras, exacerbadas pelas munições frequentemente de má qualidade emitidas.
Em 1916, o fuzil foi retirado do serviço de linha de frente, mas continuou a ser usado por muitos franco-atiradores da Força Expedicionária Canadense até o final da guerra devido à sua precisão excepcional.
A Ross Rifle Co. fabricou fuzis esportivos desde o início de sua produção, principalmente no cartucho .280 Ross, lançado em 1907. Este cartucho é registrado como o primeiro a atingir mais de 914 m/s de velocidade de saída e o cartucho adquiriu uma considerável reputação internacional entre atiradores e caçadores.

## História

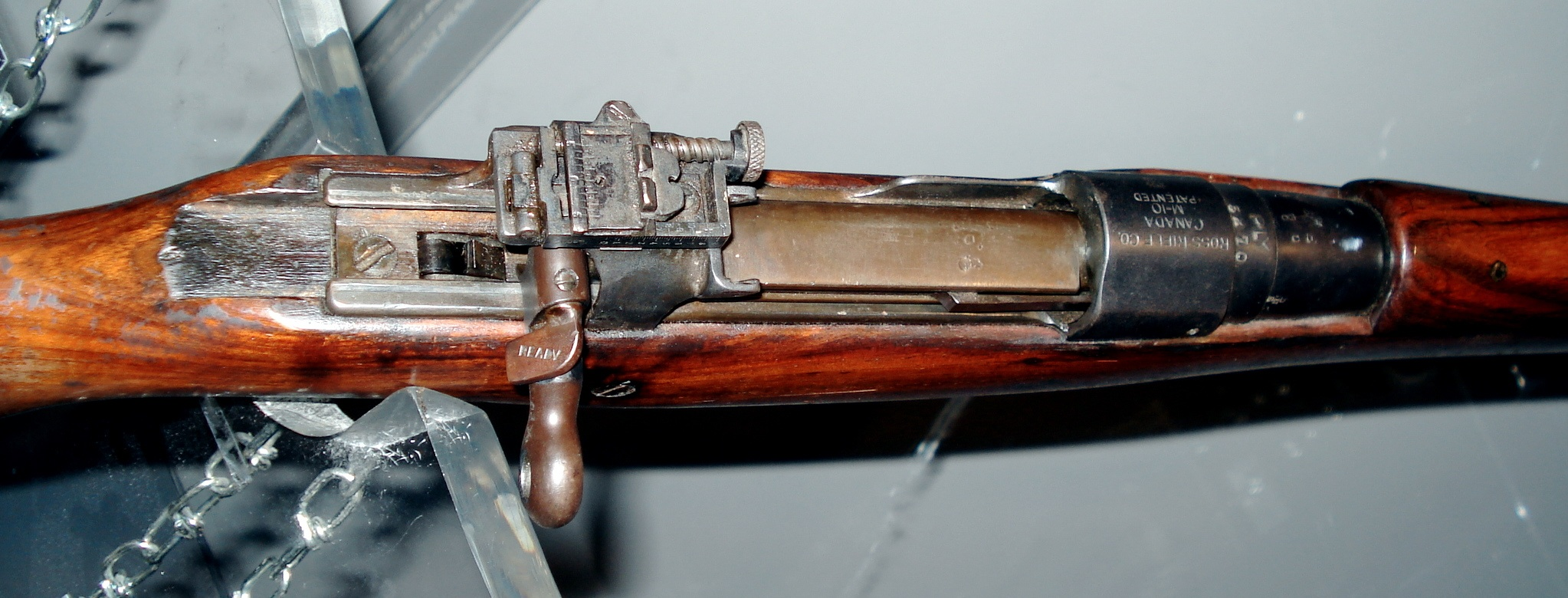
Fuzil Ross no Royal Canadian Regiment Museum em London, Ontário

Durante a Segunda Guerra dos Bôeres (1899–1902), uma pequena luta diplomática eclodiu entre o Canadá e o Reino Unido, depois que este último se recusou a licenciar o projeto do Lee-Enfield SMLE para produção no Canadá. Sir Charles Ross ofereceu-se para financiar a construção de uma fábrica no Canadá para produzir seu recém-projetado fuzil de tração direta para o serviço canadense. Esta oferta foi aceita pelo governo liberal de Sir Wilfrid Laurier e Ross recebeu seu primeiro contrato em 1903 para 12.000 fuzis Mark I Ross.
É geralmente aceito que o projeto de Ross foi inspirado no fuzil austríaco Mannlicher M1895 de tração direta, introduzido no serviço austro-húngaro na década de 1890 e usado durante a Primeira Guerra Mundial, e como armas secundárias na Segunda Guerra Mundial. Os primeiros fuzis do Ross emprestaram inequivocamente uma série de detalhes mecânicos diretamente do Mannlicher, que era um projeto relativamente novo na época em que Ross estava produzindo seus primeiros fuzis no final da década de 1890.
O princípio de funcionamento da ação por ferrolho de tração direta compreende uma "manga" do ferrolho à qual a alavanca ou alça do ferrolho é fixada. A manga é oca e possui ranhuras em espiral ou "dentes" cortados em sua superfície interna nas quais deslizam as projeções ou "dentes" correspondentes na parte externa da cabeça ou "corpo" do ferrolho. À medida que a alavanca do ferrolho e a manga são movidas, a cabeça do ferrolho é forçada a girar cerca de 90°, travando ou destravando-a na armação do fuzil. A alça e a manga do ferrolho, portanto, precisam apenas ser empurradas para trás ou para frente para abrir ou fechar a ação do fuzil.
Em fuzis convencionais, como o Mauser, Mosin–Nagant ou Lee–Enfield, o ferrolho é destravado ou travado levantando ou abaixando a alça do ferrolho, antes de o ferrolho ser puxado para trás e depois de ser empurrado para frente. O único movimento necessário para abrir ou fechar o ferrolho de um fuzil de tração direta é teoricamente mais rápido e fácil de aprender para os soldados, talvez oferecendo assim uma cadência de tiro mais alta. Ao contrário do Lee-Enfield, o ferrolho do fuzil Ross podia ser desmontado sem ferramentas especiais, embora isso não fosse necessariamente uma vantagem, pois incentivava a desmontagem não autorizada por soldados.

## Serviço
Os primeiros 1.000 fuzis foram entregues à Polícia Montada Real do Noroeste (RNWMP) para teste. A inspeção de rotina antes dos testes operacionais encontrou 113 defeitos suficientemente graves para justificar a rejeição. Uma delas era uma trava de ferrolho mal projetada que permitia que o ferrolho caísse do fuzil. Outra foram as molas componentes mal temperadas que foram descritas como "macias como cobre". Em 1906, o RNWMP reverteu para seus Winchester Model 1894 e Lee–Metford. O fuzil Ross foi modificado para corrigir essas falhas e se tornou o Mark II Ross (Modelo 05 (1905)). Em 1907, o Mk II foi modificado para lidar com a pressão mais alta do recém-projetado .280 Ross, esta variante foi chamada de Mk II**. O Modelo 10 (1910) foi um projeto completamente novo, feito para corrigir as deficiências do 1905. Nenhuma das peças principais é intercambiável entre os modelos de 1905 e 1910. Embora os britânicos agora incentivassem a padronização em todo o Império no Lee–Enfield, o Canadá permaneceu com o Ross. O Modelo 10 era a arma de infantaria padrão do Primeiro Contingente Canadense da Força Expedicionária Canadense quando chegou à França em fevereiro de 1915.

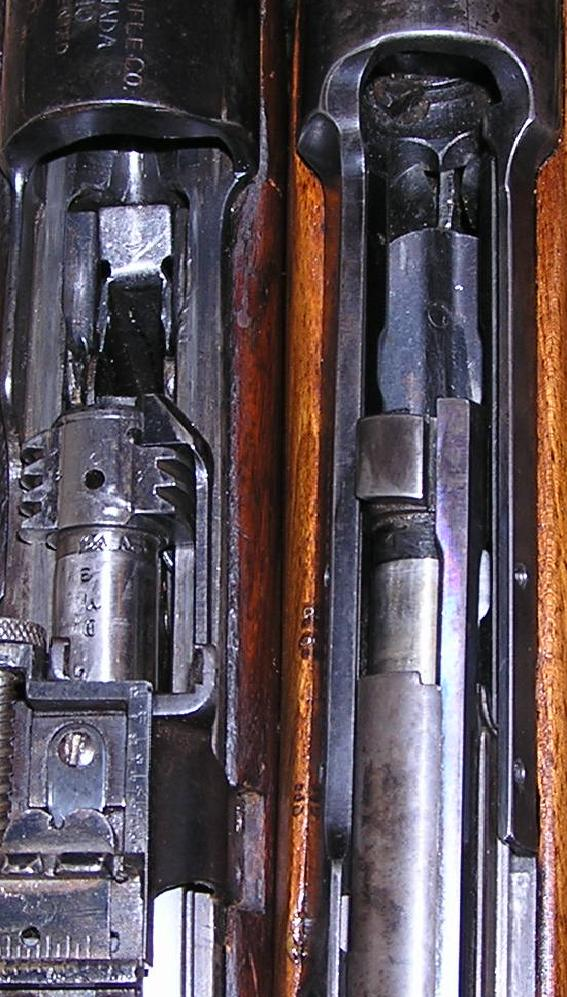
Comparação do mecanismo entre Ross Mk III (1910) e Mk II** (1907)

As deficiências do fuzil tornaram-se aparentes antes da Segunda Batalha de Ypres em abril de 1915. A Infantaria Leve Canadense da Princesa Patricia foi a primeira unidade a expressar suas objeções sobre o fuzil. O regimento substituiu o fuzil Ross pelo mais familiar e robusto Lee-Enfield e mais tarde convenceu a 3ª Divisão a mudar para o Lee-Enfield. O fuzil apresentava baixa tolerância à sujeira quando usado em condições de campo, principalmente as roscas dos parafusos que operavam as alças do ferrolho, emperrando a arma ao abrir ou fechar; também teve problemas quando foi usada munição de fabricação britânica, que foi produzida com tolerâncias mais baixas do que a munição de fabricação canadense. Outra parte do problema de emperramento veio da face externa do ferrolho atingindo o batente do ferrolho e deformando o formato da rosca. O ferrolho também poderia ser desmontado para limpeza de rotina e remontado inadvertidamente de uma maneira que não travaria, mas ainda permitiria o disparo de um tiro, causando ferimentos graves ou morte do operador quando o ferrolho voasse de volta em seu rosto. No entanto, os relatos de tais incidentes no que diz respeito a esta falha específica foram relativamente pequenos. Ainda outra deficiência era a tendência de uma baioneta afixada se deslocar e cair durante o disparo do fuzil. Muitos canadenses do Primeiro Contingente (agora renomeado como 1ª Divisão Canadense) em Ypres recuperaram propositalmente fuzis Lee-Enfield de soldados britânicos caídos para substituir seus próprios fuzis Ross inferiores. O tenente Chris Scriven, do 10º Batalhão, CEF, comentou que às vezes eram necessários cinco homens apenas para manter um fuzil disparando. O major TV Scudamore do Regimento da Colúmbia Britânica, tendo sido capturado em Ypres após ser ferido, escreveu sobre o "desprezível" fuzil Ross: "Aqueles na linha de frente com aquele fuzil nunca esquecerão... como é ser acusado de a flor do exército alemão... e ser incapaz de disparar um tiro em troca."
As reclamações chegaram rapidamente ao principal patrocinador do fuzil, o ministro canadense da Milícia e Defesa, Sam Hughes. No entanto, ele continuou a acreditar nos seus pontos fortes, apesar da opinião profissional de Sir Edwin Alderson, o oficial do Exército Britânico que era comandante da Primeira Divisão Canadense. O fuzil tornou-se um elemento nas questões políticas dentro do Canadá e entre o Canadá e os britânicos. Hughes respondeu às críticas de Alderson acusando Alderson de ignorância e copiou a carta para muitos oficiais do corpo. O efeito foi minar a confiança em Alderson e no fuzil. Hughes também fez acusações de que oficiais canadenses foram induzidos a produzir relatórios adversos sobre o fuzil. Depois que relatórios negativos sobre o fuzil foram publicados através do Ottawa Citizen, tornou-se cada vez mais claro que suas próprias afirmações perante a Câmara dos Comuns de que todas as falhas do fuzil haviam sido curadas eram patentemente falsas, e a defesa do fuzil por Hughes não poderia mais ser apoiado pelo primeiro-ministro.
Em particular, o Ross era mais preciso a longo alcance do que o SMLE, e isso potencialmente superou o sério problema que as tropas britânicas e canadenses enfrentaram durante a Guerra dos Bôeres, com o fogo preciso de longo alcance do fuzil Mauser Modelo 1895 com câmara para o cartucho 7×57mm Mauser. Ao todo, foram produzidos aproximadamente 420.000 fuzis de serviço Ross, dos quais 342.040 foram adquiridos pelos britânicos.

## Substituição
Os canadenses mantiveram o Ross mesmo quando contingentes adicionais chegaram à França. Em 12 de junho de 1915, a 1ª Divisão Canadense substituiu todos os seus fuzis Ross por fuzis Enfield. Na época das batalhas de Somme em julho de 1916, Sir Douglas Haig, o novo comandante-em-chefe da Força Expedicionária Britânica, ordenou a substituição de todos os fuzis Ross nas três divisões canadenses pelo fuzil Pattern 1914 Enfield, que esteve finalmente disponível em quantidade. Hughes recusou-se a aceitar que havia problemas com o Ross e foi necessária a intervenção de muitas pessoas influentes para persuadi-lo do contrário. Em novembro de 1916, Hughes renunciou após a decisão de Sir Robert Borden de nomear um Ministro das Forças Ultramarinas. Os fuzis Ross foram então usados em funções de treinamento, tanto no Canadá quanto no Reino Unido, para liberar mais fuzis Lee-Enfield para o front. Depois que os Estados Unidos entraram na guerra em 1917, os fuzis Ross foram enviados para os EUA pelos mesmos motivos, liberando suprimentos do fuzil M1903 Springfield. A reputação de Hughes foi inevitavelmente manchada, mas Sir Charles Ross já havia feito uma fortuna considerável com o projeto e os contratos de fabricação de seu fuzil, apesar de sua reputação. Mais ou menos na mesma época, a Dominion Rifle Factory (cidade de Quebec) converteu vários Rosses no Huot Automatic Rifle, sob a orientação do projetista Joseph Alphonse Huot. Era um projeto eficaz, alimentado por um carregador tipo tambor, e mais barato que uma Lewis. Apesar dos testes bem-sucedidos, nunca foi adotado para serviço.

## Variantes militares

### Rifle, Ross Mk I
Este foi o primeiro modelo militar de produção do fuzil Ross. As primeiras centenas foram equipadas com a mira dobrável de comprimento total, Ross Mk I. Antes de qualquer uma ser entregue, a mira foi substituída por uma versão mais curta graduada para 2.200 jardas em vez de 2.500 jardas. Anos mais tarde, esta mira seria designada como Sight, Ross Mk I*. Muitas armas teriam isso substituído pela Sight, Ross Mk II, um tipo "Lange Vizier" deslizante curvo. O cano tinha 28 polegadas de comprimento e a coronha dianteira terminava 4 polegadas aquém do cano. A faixa frontal tinha um retém de baioneta. A trava de segurança era uma placa plana deslizante na parte de trás da alavanca do ferrolho operada pressionando um botão quadrado na placa. O corte do carregador ficava na parte inferior direita do carregador projetando-se através da coronha, e pressioná-lo para baixo acionava o corte. A liberação do corte do carregador ficava dentro da frente do guarda-mato, e pressioná-lo desengatava o corte. Uma grande alavanca estava no lado direito, que era usada para pressionar o seguidor do carregador para "carregar" todos os cinco cartuchos de uma vez. A arma era um projeto de tração direta que engatilhava ao fechas. Havia uma ferramenta deslizante na coronha para limpeza de ferramentas. Um total de 10.500 foram fabricados. Vários dos 500 originais foram reaproveitados como fuzis de treinamento e equipados com faixas de cano frontal mais longas, como usado no fuzil de produção posterior, Ross Mk II. Isso foi feito para que pudessem suportar mais facilmente o estresse da prática constante de baioneta.

### Carbine, Ross Mk I
O RNWMP comprou 1.000 versões mais curtas do Ross Mk I. A principal diferença era o comprimento do cano de 26 polegadas. A coronha completa do fuzil foi mantida, e o cano projetava-se apenas 2 polegadas além do guarda-mão. Conforme apresentadas para inspeção, as carabinas usavam a versão mais curta do Sight, Ross Mk I. No entanto, a pedido do inspetor, as armas foram entregues equipadas com o Sight, Ross Mk II.

### Rifle, Ross Mk II
Esta designação foi uma redesignação de 1909 dos fuzis Mk I que foram equipados com a Sight, Ross Mk II.

### Rifle, Ross Mk II / Rifle, Ross Mk II with Sight, Ross Mk II
Após várias reclamações terem sido recebidas, a arma foi redesenhada para resolver os problemas. O comprimento do cano de 28 polegadas foi mantido, e a Sight, Ross Mk II foi usada. A mudança mais notável foi a substituição do controle de corte do carregador montado na lateral e do gatilho de liberação de corte montado no guarda-mato por um único controle em forma de gancho dentro do guarda-mato frontal que executava ambas as funções. A ação também foi alterada para engatilhar ao abrir. A trava de segurança era semelhante à do modelo anterior, mas o controle deslizante era mais sólido e dentro da alavanca do ferrolho, movido ao pressionar um botão redondo na parte de trás da alavanca do ferrolho. Mudanças foram introduzidas na produção sem alteração na designação até a introdução da Sight, Ross Mk III, quando a nomenclatura dos fuzis anteriores foi expandida para Rifle, Ross Mk II with Sight, Ross Mk II.

### Rifle, Ross Mk II with Sight, Ross Mk III
A Sight, Ross Mk II provou ser mais frágil do que o desejado, e foi substituída por uma versão mais simples, a Sight, Ross Mk III. Em vez de uma curva na corrediça, eles empregaram uma corrediça reta com lados de corte curvo dobrados para baixo. A nomenclatura oficial para este modelo era Rifle, Ross Mk II with Sight, Ross Mk III. O cano de 28 polegadas foi mantido, a mudança de mira sendo a diferença. Outras melhorias seriam introduzidas na produção sem alterar a designação.

### Rifle, Ross Mk II*
No início de 1909, foi decidido adaptar o Rifle Ross Mk II with Sight, Ross Mk II para uso por cadetes, fazendo manutenção completa e atualizando componentes para mudanças de produção posteriores. A Sight, Ross Mk II foi mantida, no entanto. 5.800 armas foram convertidas assim do final de 1909 a meados de 1910. As armas foram designadas Rifle, Ross Mk II*. Esta designação identificou conversões específicas de armas mais antigas e não refletiu nenhuma mudança na nova produção.

### Rifle, Ross Mk II**
O desenvolvimento desta arma começou na primavera de 1908, e a designação planejada era 'Rifle, Ross Mk III. Este modelo foi concebido como uma grande melhoria em relação ao anterior Rifle, Ross Mark II with Sight, Ross Mk III. O comprimento do cano foi estendido para 30,5 polegadas, o guarda-mão traseiro foi simplificado, a trava de segurança foi substituída por uma trava de segurança completamente nova do tipo bandeira e a alça de mira foi alterada para a Sight, Sutherland Mk I de terceiros. O corte do carregador foi totalmente dispensado. Quando estava pronto para ser produzido em números, uma mudança de projeto ainda mais radical estava em andamento para se tornar o Mk III, e este modelo foi designado Rifle, Ross Mk II**. Em maio de 1909, foi decidido converter cerca de 500 do Rifle, Ross Mk II, with Sight, Ross Mk III para o novo projeto para testes de campo. Isso foi aumentado para 700. Enquanto essas armas estavam sendo testadas, a produção do "Mk II" mais curto continuou, com algumas das mudanças do "Mk II**" sendo introduzidas. Em 1911, o Rifle, Ross Mk II** se tornou o padrão canadense, e a produção começou. Cerca de 13.000 foram fabricados antes que este modelo fosse substituído pelo Rifle, Ross Mk III em 1912.

### Rifle, Ross Mk II3*
Este fuzil foi uma adaptação do Rifle, Ross Mk II para usar a Sight, Sutherland Mk II. Algumas melhorias internas também foram feitas. A trava de segurança de botão deslizante original e o corte do carregador foram mantidos, junto com o cano de 28 polegadas e o elegante e antigo guarda-mão traseiro. Nenhum desses modelos foi fabricado recentemente. Todos foram convertidos do Rifle, Ross Mk II with Sight, Ross Mk III ou do posterior Rifle, Ross Mk II4*. Cerca de 26.000 foram convertidos de 1910 a 1912. 20.000 foram vendidos para os Estados Unidos em novembro de 1917. Em 1911, as variantes mais curtas foram substituídas pelo mais Rifle, Ross Mk II** como emissão padrão canadense.

### Rifle, Ross Mk II4*
Este fuzil foi uma atualização simples do últimos 4.000 Rifle, Ross Mk II with Sight, Ross Mk III fabricados para incluir o novo extrator maior introduzido com o Mk II**. O cano de 28 polegadas, o elegante guarda-mão traseiro, a trava dde segurança de botão deslizante e o corte do carregador foram mantidos. Eles foram concluídos no início do verão de 1910, então todos os 4.000 foram imediatamente convertidos no Rifle, Ross Mk II3*.

### Rifle, Ross Mk II5*
O último da linha mais curta (cano de 28 polegadas) Mk II foi produzido usando a Sight, Sutherland Mk I e o guarda-mão traseiro simplificado do Mk II**. O cano de 28 polegadas, a trava de segurança de botão deslizante e o corte do carregador foram mantidos. A partir de 1910, cerca de 15.000 foram fabricados. Em 1911, as variantes mais curtas foram substituídas pelo Mk II** mais longo como emissão padrão canadense.

### Rifle, Ross Mk III
Para todos os efeitos práticos, o Mk III era um projeto totalmente novo. Ele incorporava o cano de 30,5 polegadas e a segurança de bandeira do Mk II**, levando esse redesenho muito mais longe. O carregador interno bifilar foi substituído por um carregador monofilar exposto. A alavanca de "carregamento de despejo" foi embora, e um guia de carregador foi adicionado para carregamento com clipes em tiar. Um corte de carregador foi empregado, mas o projeto que abaixava o cartucho do carregador foi descartado e substituído por um que restringia o curso para trás do ferrolho. O êmbolo de parada do ferrolho foi substituído por uma alavanca de bandeira com três posições (corte habilitado, liberação do ferrolho, corte desabilitado). O ferrolho era muito mais resistente e tinha terminais de travamento multi-rosca. Uma nova alça de mira designada "Ross Battle Aperture" foi instalada na ponte do receptor em vez de no topo do cano. A Primeira Guerra Mundial aumentou a demanda, e pelo menos 235.540 foram produzidos para as forças canadenses.

### Rifle, Ross Mk IIIB
O governo britânico escolheu comprar uma versão do Mk III com uma alça de mira muito mais simples, conhecida como "War Office Pattern Sight". A coronha também foi reforçada. Cerca de 66.590 foram produzidos.
Um Rifle, Ross Mk III* pode ter existido, empregando uma ação reforçada, nova faixa de cano frontal e massa de mira diferente. A única fonte que o mencionou considera a designação duvidosa.

## Mudanças de nomes militares
Em 1907, Rifle, Ross Mk II se tornou Rifle, Ross Mk II with Sight, Ross Mk II e Rifle, Ross Mk II with Sight, Ross Mk III.
Em 1912, todas as variantes militares foram redesignadas da seguinte forma:
- Rifle, Ross Mk I e Rifle, Ross Mk I* se tornaram Rifle, G.P. Ross (G.P. significa general purpose; propósito geral).
- Rifle, Ross Mk II with Sight, Ross Mk II e Rifle, Ross Mk II* se tornaram Rifle, Cadet, Ross.
- Rifle, Ross Mk II with Sight, Ross Mk III se tornou Rifle, Short, Ross Mk I.
- Rifle, Ross Mk II3* e Rifle, Ross Mk II5* se tornaram Rifle, Short, Ross Mk II.
- Rifle, Ross Mk II** se tornou Rifle, Long, Ross Mk II.
- Rifle, Ross Mk III se tornou Rifle, Long, Ross Mk III.

Em 1918, Rifle, G.P. Ross, Rifle, Cadet, Ross, Rifle, Short, Ross Mk I, e Rifle, Short, Ross Mk II se tornaram Rifle, Ross, .303", Cadet D.P. (D.P. significa Drill Purpose; propósito de treinamento).

## Fuzis de precisão
Devido à sua precisão de longo alcance, o fuzil Ross continuou em uso entre os atiradores aliados depois que foi retirado do uso normal da linha de frente na Europa. Os atiradores de elite britânicos acharam o fuzil preciso a 600 jardas ou mais, com apenas uma desvantagem inerente: o Ross aceitava apenas munição perfeitamente limpa, totalmente livre de lama e areia, ou então ele invariavelmente emperrava.
Dois tipos de fuzis de precisão Mark III são identificados por diferentes miras telescópicas. Quinhentos fuzis foram equipados com miras telescópicas prismáticas 5.2× Warner & Swasey Company Modelo 1913 fabricadas em Cleveland, Ohio. Os números de série dos fuzis fabricados em 1915 têm um prefixo FK; enquanto os fabricados em 1917 têm um prefixo LU. Outros 907 fuzis foram equipados com miras telescópicas Winchester Repeating Arms Company A5. Ambas as miras telescópicas foram montadas deslocadas para que as miras de ferro fossem utilizáveis e o fuzil ainda pudesse ser carregado a partir de tiras de carregamento.

## Operadores
- Canadá - Fuzil padrão da Força Expedicionária Canadense de 1905 a 1916, onde foi substituído pelo SMLE MK. III e MK. III*. Ainda usado por atiradores de elite durante a guerra por sua precisão.[16]
- Chile - Em 1920, a Grã-Bretanha finalmente entregou o Almirante Latorre (HMS Canadá), que havia sido vendido ao Chile, mas adquirido pela Marinha Real Britânica quando estourou a Primeira Guerra Mundial. A bordo do navio estavam 200 fuzis Mk III Ross que passaram a ser propriedade da Armada do Chile.[1]
- China[1] - O britânico Morris Cohen, general de Sun Yat-sen, adquiriu 500 fuzis Ross (provavelmente Mark I) para os chineses em 1911, descritos como "não eram grandes, mas bons o suficiente para treinamento". Ele fez uma segunda viagem ao Canadá em 1925 para comprar mais fuzis Ross, mas não se sabe se algum foi adquirido.
- Estónia - Os britânicos forneceram Mk III Ross aos Estados Bálticos após a Primeira Guerra Mundial, que acabou nas mãos da União Soviética após a sua ocupação em 1940.[1]
- França - Um comentário improvisado de Sir Charles Ross, afirmando que os franceses "nunca reclamaram" de seus fuzis, leva alguns a acreditar que alguns fuzis Ross podem ter sido fornecidos aos franceses durante a Primeira Guerra Mundial.[1]
- Alemanha - Alguns foram capturados e usados pelos alemães durante a Primeira Guerra Mundial.[17]
- Alemanha - Os fuzis Ross capturados de soldados canadenses foram designados Gewehr 280(e). Os fuzis Ross capturados de soldados soviéticos foram designados Gewehr 280(r).
- Haganá - A Haganá (organização paramilitar judaica no Mandato Britânico da Palestina) comprou e usou os fuzis Ross durante a guerra da Palestina de 1947-1949. Os fuzis foram chamados de "fuzis canadenses" pelos soldados da Haganá.
- Índia - Cerca de 8.000 Ross Mk III foram fornecidos à Índia em 1942 para "deveres policiais", mas foram retirados em 1943.[1]
- Indonésia[1] - Acredita-se que os Ross Mk III fornecidos à Holanda tenham permanecido na Indonésia.
- Letônia - Os fuzis MkIIIB Ross foram usados pelo recém-formado exército da Letônia durante a Guerra da Independência da Letônia. Foram entregues, juntamente com munições e outros materiais de guerra, por navios de guerra britânicos. Após a guerra, os fuzis Ross tornaram-se o fuzil de serviço padrão do exército letão, uma vez que foi tomada a decisão de padronizar os calibres dos fuzis para o .303 British.[1][18] Os fuzis também foram entregues a membros da guarda paramilitar Aizsargi e, desde 1928, à polícia letã.[19]
- Lituânia[1] - Os britânicos forneceram Mk III Ross aos estados bálticos após a Primeira Guerra Mundial, que acabou nas mãos da União Soviética após a sua ocupação em 1940. O exército lituano comprou 55.000 fuzis com cerca de 50-60 milhões de cartuchos por um preço baixo na Itália em 1924, após as Guerras de Independência da Lituânia.[20] Eles foram distribuídos principalmente entre os regimentos de infantaria, embora não fossem apreciados, pois não eram tão precisos quanto os fuzis Mauser.[20] Na primeira oportunidade, os fuzis foram vendidos, obtendo bons lucros, sendo o dinheiro resultante usado para encomendar fuzis Mauser na Fabrique Nationale d'Armes de Guerre belga e na fábrica de armas tchecoslovaca de Brno.[20]
- Luxemburgo[21] - Emitido para a Guarda Grão-Ducal em 1945, substituído pelo Lee–Enfield no mesmo ano.
- Países Baixos - Acredita-se que a Grã-Bretanha tenha fornecido Ross Mk III às forças holandesas com destino a "ações policiais" indonésias, emitidas em armazéns em Woerden.[1]
- Nova Zelândia – Os britânicos enviaram cerca de 300 Mk III Ross para a divisão da Marinha Real da Nova Zelândia, e essas armas foram transferidas para a Marinha Real da Nova Zelândia em 1941 para cumprir o serviço ativo durante a Segunda Guerra Mundial.[1]
- Noruega - Em maio de 1942, algumas tropas da Noruega Livre foram reabastecidas em Spitzbergen com fuzis Ross Mk III depois que suas armas originais foram perdidas no mar.[1][22]
- União Soviética - Os britânicos forneceram Ross Mk III aos Estados Bálticos após a Primeira Guerra Mundial, que acabou nas mãos da União Soviética após a sua ocupação em 1940. Alguns destes foram fornecidos às forças republicanas para a Guerra Civil Espanhola. Acredita-se que algumas armas adicionais tenham sido fornecidas sob um acordo de empréstimo-arrendamento durante a Segunda Guerra Mundial, embora isso nunca tenha sido verificado. Em 1954, Ross Mk III convertidos para munição russa de 7,62 mm foram usados com sucesso no Campeonato Mundial de Tiro em Caracas.[1]
- Espanha - Acredita-se que os soviéticos tenham fornecido fuzis Ross Mk III às forças republicanas espanholas durante a Guerra Civil Espanhola. Essas armas foram usadas por unidades voluntárias canadenses e americanas e originalmente acreditava-se que haviam sido fornecidas pelo Canadá, o que o governo canadense negou.[1]
- Reino Unido - emitido para a Marinha Real Britânica para liberar os Lee–Enfield para uso em terra.[23] Usado em caça-minas para detonar minas flutuantes com tiros de fuzil.[24] A guarda nacional tinha vários fuzis Ross Mark IIIB que foram adquiridos anteriormente na Primeira Guerra Mundial. Estes foram complementados com 75.000 fuzis Ross Mark III fornecidos pelo governo canadense.[25]
- Estados Unidos[26][27] - Os EUA compraram 20.000 Mk II3* para uso como fuzis de treinamento na Primeira Guerra Mundial.
- Movimento Branco - Os britânicos forneceram armas (provavelmente incluindo Mk III Ross) ao Movimento Branco após a Primeira Guerra Mundial, que muito provavelmente caiu nas mãos da União Soviética após o fim da Guerra Civil Russa.[28] Cerca de 1.000 fuzis foram emitidos com poucas provas de que estivessem em uso ou mesmo funcionando. A maioria das remessas enviadas foi capturada pelo Exército Vermelho.